# Anna Führing

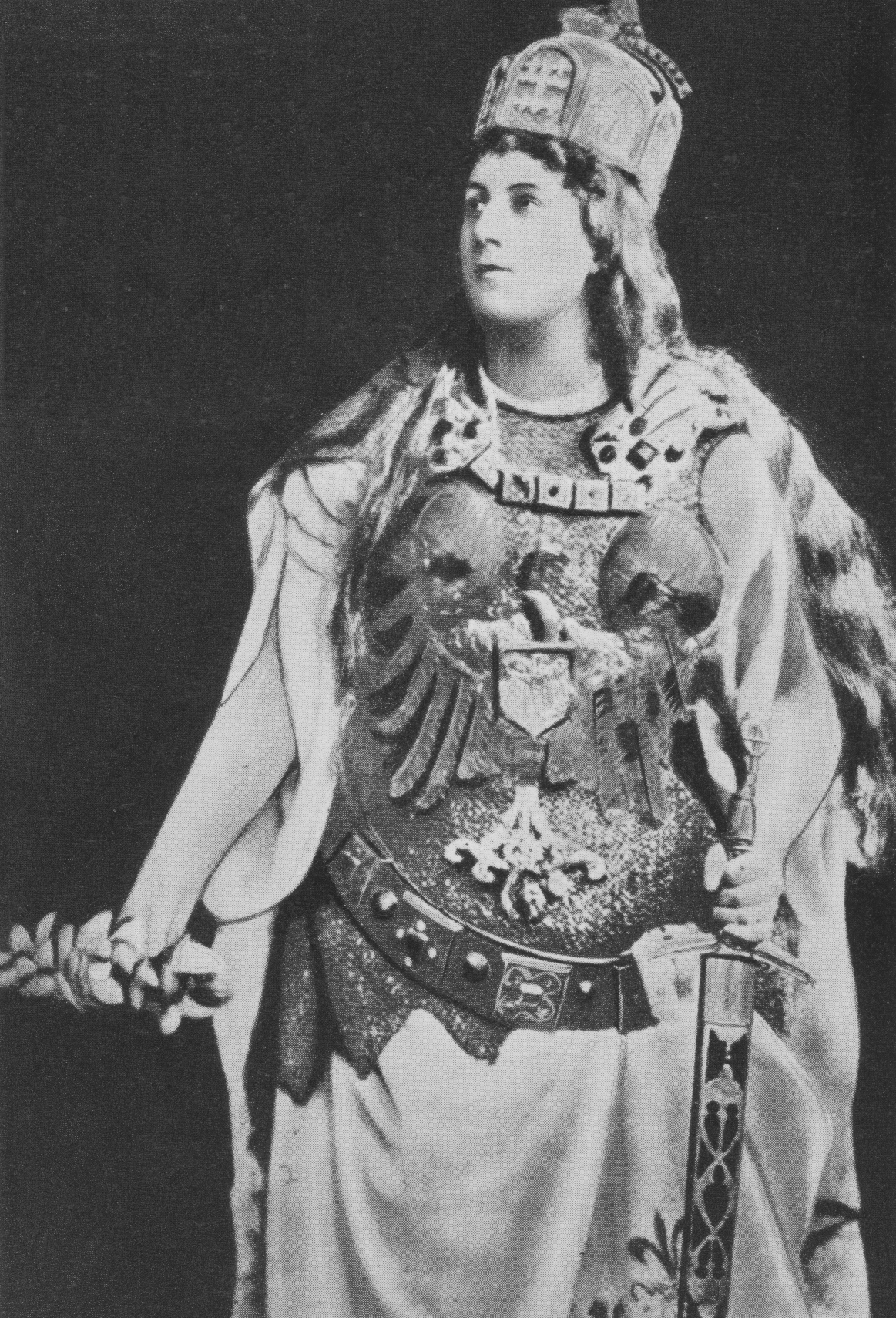
Anna Führing als Germania

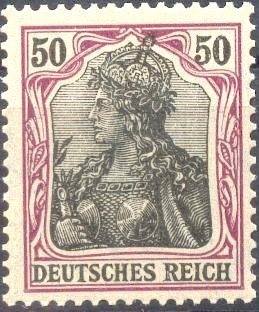
Een Germania-postzegel

Anna Führing (1866-1929) was een Duitse toneel- en filmactrice die vooral bekend is geworden omdat ze model stond voor het ontwerp van de Germania-postzegels die vanaf 1900 in Duitsland werden uitgegeven.

## Filmografie
- 1915: Hausdame aus bester Familie gesucht (als Anna von Strantz-Führing)
- 1915: Ein Held des Unterseebootes (als Anna von Strantz-Führing)
- 1916: Nacht und Morgen
- 1924: Das schöne Abenteuer
- 1927: Eine kleine Freundin braucht ein jeder Mann
- 1928: Ossi hat die Hosen an (als barones Strantz-Führing)

- Gemeinsame Normdatei: 11684566X
- Virtual International Authority File: 35218737
- WorldCat: E39PBJvRVdjCrXXdbc4XHrxbh3